# ジョー・スタンカ
ジョー・ドナルド・スタンカ（Joe Donald Stanka, 1931年7月23日 - 2018年10月15日）は、アメリカ合衆国オクラホマ州出身のプロ野球選手（投手）。

## 経歴

### アメリカ時代
オクラホマ州生まれ。オクラホマ農工大学（現在のオクラホマ州立大学）ではバスケットボール選手だったという。1年目に長男が生まれると、経済的理由で退学して地元の鉄道会社に就職する。しかし、その会社がストライキに突入して給料が払われなくなってしまったため、1950年にブルックリン・ドジャースと年俸750ドルで契約した。長いマイナーリーグ生活を経て、1959年9月2日にシカゴ・ホワイトソックスでMLB初登板を果たし、その3日後の9月5日にも登板し、MLB通算2試合で1勝を挙げた。この頃、当時副大統領のリチャード・ニクソンはホワイトソックスの選手一同を招き、夕食を共にしたが、その時にスタンカを目ざとく見付け、「ハロー、ジョー。君が先週ホワイトソックスに上がったスタンカ君だね」とニコニコしながら語り掛け、当時の監督も「ニクソン氏ほど（野球に）詳しい人は珍しい」と知人に語ったほどで、スタンカも喜びの色を隠せなかったという逸話が残っている。

### 日本プロ野球時代
1960年に前年の日本シリーズで読売ジャイアンツを4連勝で破り日本一に輝いた監督の鶴岡一人が、連覇に向けエース杉浦忠の負担軽減のために、第2の投手の柱を熱望して、3月12日に南海ホークスに入団。また、かつて日米野球で訪日経験のある選手から、日本の球団はアメリカ人選手を欲しがっている、との話を聞いて、紹介してもらったキャピー原田にスタンカが日本行きを相談。原田が鶴岡に打診して、鶴岡が承諾したとの話も伝わっている。なお、この獲得の裏には、当時南海の唯一の外国人投手だった、ジョン・サディナがスタンカ獲得を鶴岡に進言した事もあったと言われている。日本のプロ球団に3Aクラスの外国人投手が加入したのはスタンカが初で、当時の日本野球の技術レベルならば即20勝前後の働きが可能と判断しての獲得だった。来日して記者会見を開いたとき、記者達は一様にその巨体に「大きい」と感嘆の声を挙げた。それを聞いたスタンカは、オクラホマ人を指す「オーキー」というスラングと勘違いし、「日本でも自分がオクラホマ出身だということはそんなに有名なのか」と錯覚したという。
来日1年目から、杉浦忠・皆川睦男とともに先発の三本柱として活躍し、赤鬼の異名を取る。同年は、杉浦に次ぐ17勝（12敗）、防御率2.48（リーグ6位）を記録、オールスターゲームにも選出された。シーズンオフは、税金面で有利だったことと、帰国しなくても球団から往復の航空運賃を現金で支給されることになっていたため、帰国せずに日本で冬を過ごした。
1961年も15勝（11敗）、防御率3.30（リーグ9位）をマークして優勝に貢献。同年の日本シリーズでは、1勝2敗で迎えた第4戦で1点リードの9回裏に杉浦忠をリリーフして登板。2死までこぎ着けるが、藤尾茂のフライを一塁手の寺田陽介が落球、長嶋茂雄のゴロを三塁手の小池兼司がファンブルするというエラーが重なり、満塁となる。ここで打席に入った宮本敏雄をカウント2ストライク1ボールと追いつめ、自信を持って投げ込んだ投球を球審の円城寺満はボールと判定した。野村克也は後年に「『文句なしにストライク、ゲームセット』と思って私はスタンカに駆け寄ろうとしたら円城寺審判は何と『ボール』と判定」、センターで守っていた大沢啓二も「ど真ん中よ。今度こそ勝ったと思ったね。ところが円城寺球審の判定はボール」と述べており、スタンカは円城寺に詰め寄った。ベンチからも全員が飛び出して「なんでボールや、ストライクやろ。」とまくしたてたが円城寺は「普通ならストライクになるボールだが、風があったので早く沈んだ。それでボールと判断した。」と説明した。野村によると「こんなわけのわからない説明で納得できるわけがない。このほかにも南海に不利な判定が何度もあった」という。試合再開後、次の球を宮本に痛打されてサヨナラ負けを喫する。この時、スタンカはバックアップに入ると見せかけて円城寺に体当たりを食らわせた。この敗戦が影響して（ただし第5戦は勝利）、南海は日本シリーズに敗れる。同試合を見ていた商社マンが「円城寺 あれがボールか 秋の空」という川柳を色紙に認め、実業家に転身していたスタンカに贈った。その色紙は後年になってもスタンカの事務所に飾られていたという。また、後年テレビ番組の夫人を伴ったインタビューで、野村が「僕が早く腰を浮かせたから円城寺球審の死角になったのではないか。あれは僕のミスだった。」というコメントを見た際には「彼とバッテリーを組んでいたことを誇りに思う」と賛辞を送っている。野村は著書の中で「のちに円城寺氏は審判を辞めたが、それはあの球がストライクだったと事実上認めたからではないかと私は思っている」と著書に記している。最終の第6戦にも7回表から救援登板するが、延長10回に坂崎一彦に決勝打を浴びてサヨナラ負し、日本一を逃した。結局、このシリーズでは5試合に登板して1完封を含む2完投勝利を挙げ、敢闘賞を受賞している。
1964年にはキャリアハイの26勝、防御率2.40（リーグ2位）を挙げ、首位打者（.366）＋盗塁王（72個）の広瀬叔功、42本塁打＋115打点で二冠王の野村克也を抑えて、スタンカがシーズンMVPに輝く。この年は、両リーグ200回以上投球した投手の中でスタンカのみが故意四球なしという点にスタンカが誇りを持っていたという。さらに、阪神タイガースとの日本シリーズでは第1・6・7戦で先発し3完封の離れ業をやってのけ、南海の日本一に大きく貢献。日本シリーズMVPも受賞した（外国人初の受賞）。阪神の監督藤本定義は「スタンカに3度もひねられたのが敗因」と語った。翌1965年も先発投手として14勝を挙げる。しかし、シーズンオフの11月23日に長男が自宅の風呂場でガス中毒事故死したことから、不幸を断ち切りたいと帰国を決意して12月4日に南海を退団した。この年のスタンカ以降、ホークスの外国人投手の2桁勝利は長らく達成されず、デニス・ホールトンの登場まで44年を待たねばならなかった。
しかし、気持ちの整理がついたことから再来日を希望し、南海球団の仲介で翌1966年3月30日に大洋ホエールズ入りが決定した。背番号は南海時代と同じ「6」。これは日本びいきになっていた夫人の勧めでもあったといわれている。しかし、このシーズンはわずか6勝（13敗）しか挙げられず、防御率4.16はリーグ最下位と不振でわずか1年で解雇され引退した。9月27日の巨人戦で通算100勝を達成しているが、これが現役最後の勝利となった。

### 引退後
帰国後は保険販売業、自動車リース業、不動産業などさまざまな事業を手掛けたもののどれもうまくいかなかった。また、日本プロ野球コミッショナー・下田武三に対して、「外国人選手がNPBで働けるかどうか、技術面に加えて家庭環境から判断できる」として、外国人選手獲得窓口を自薦する手紙を書いたこともあったが、一部の日本マスコミから体のいい売り込みと中傷的な記事を書かれている。後に大学で会計学を学んだ次男と会計事務所「GULF COAST DRAW-BACK SERVICES,INC.」を開いて、スタンカは副社長兼「最高経営責任者」に就任し、石油化学関連企業向けに関税の還付手続きを代行するビジネスモデルで大成功を収めた。
2018年10月15日にテキサス州の自宅で死去。死因は不明。87歳没。

## 選手としての特徴
2メートル近い長身から投げおろす重い速球が武器で、打者に威圧感を与えた。右打者への胸元へのシュートが威力があったとされ、チェンジアップ・スライダーも武器にしたが、反面シュートのかけ損ないをよく本塁打されていた。立ちあがりに難があり、左打者にもよく打たれていた。また、気性が激しくしばしばブラッシュバック（打者の胸元をえぐるように投げる速球）を投げ、打者からは「ひげ剃り球」と呼ばれた。
打撃も得意で通算7本塁打を記録している。代打での出場をしたこともあった。
その名前から「スカタン」と野次られていた。

## 評価
「俺の知ってる限りじゃ日本野球に徹した最初の外国人選手だろうな。2メートル近い身長から投げ下ろすピッチングはすごい迫力だった」（大沢啓二）。
「日本に来た外国人選手で最高の投手は文句なしでスタンカだと思っている」（広瀬叔功）。

## 人物
チームメイトを非常に大切にし、チームメイトの要請に応じて1960年代の日本ではなかなか手に入らなかったルイビルスラッガーのバットや、ローリングス・ウィルソンのグローブを本国から取り寄せていた。また、先発して勝利投手となると、必ずと言っていいほどホームパーティーを開き、チームメイトを招待していた。スタンカがホームパーティを開く理由の一つに、美人の妻をチームメイトに見せたかったというのがあった。実際に、当時若かった杉浦忠や野村克也はスタンカの話などはどうでも良く、スタンカ夫人の動きを目で追っているだけで、憧れのスターにでもあったような満足感を得ていたという。

## 詳細情報

### 年度別投手成績
| 年 度    | 球 団    | 登 板 | 先 発 | 完 投 | 完 封 | 無 四 球 | 勝 利 | 敗 戦 | セ 丨 ブ | ホ 丨 ル ド | 勝 率 | 打 者 | 投 球 回 | 被 安 打 | 被 本 塁 打 | 与 四 球 | 敬 遠 | 与 死 球 | 奪 三 振 | 暴 投 | ボ 丨 ク | 失 点 | 自 責 点 | 防 御 率 | W H I P |
| -------- | -------- | ----- | ----- | ----- | ----- | -------- | ----- | ----- | -------- | ----------- | ----- | ----- | -------- | -------- | ----------- | -------- | ----- | -------- | -------- | ----- | -------- | ----- | -------- | -------- | ------- |
| 1959     | CHW      | 2     | 0     | 0     | 0     | 0        | 1     | 0     | 0        | --          | 1.000 | 22    | 5.1      | 2        | 1           | 4        | 1     | 0        | 3        | 0     | 0        | 2     | 2        | 3.38     | 1.13    |
| 1960     | 南海     | 38    | 35    | 11    | 4     | 1        | 17    | 12    | --       | --          | .586  | 982   | 240.0    | 186      | 13          | 95       | 2     | 8        | 174      | 3     | 0        | 84    | 66       | 2.48     | 1.17    |
| 1961     | 南海     | 41    | 39    | 9     | 2     | 0        | 15    | 11    | --       | --          | .577  | 945   | 231.1    | 208      | 11          | 74       | 2     | 7        | 176      | 12    | 0        | 93    | 85       | 3.31     | 1.22    |
| 1962     | 南海     | 38    | 35    | 5     | 0     | 1        | 8     | 10    | --       | --          | .444  | 864   | 206.1    | 186      | 16          | 72       | 0     | 8        | 131      | 6     | 0        | 93    | 83       | 3.62     | 1.25    |
| 1963     | 南海     | 34    | 29    | 7     | 4     | 1        | 14    | 7     | --       | --          | .667  | 756   | 186.1    | 154      | 13          | 60       | 1     | 7        | 89       | 4     | 0        | 63    | 53       | 2.56     | 1.15    |
| 1964     | 南海     | 47    | 43    | 15    | 6     | 3        | 26    | 7     | --       | --          | .788  | 1117  | 277.2    | 221      | 28          | 80       | 0     | 3        | 172      | 8     | 0        | 93    | 74       | 2.40     | 1.08    |
| 1965     | 南海     | 34    | 28    | 4     | 2     | 0        | 14    | 12    | --       | --          | .538  | 723   | 172.2    | 172      | 19          | 57       | 2     | 4        | 76       | 0     | 1        | 69    | 63       | 3.28     | 1.33    |
| 1966     | 大洋     | 32    | 23    | 4     | 0     | 0        | 6     | 13    | --       | --          | .316  | 616   | 144.2    | 153      | 14          | 44       | 4     | 6        | 69       | 1     | 0        | 75    | 67       | 4.17     | 1.36    |
| MLB：1年 | MLB：1年 | 2     | 0     | 0     | 0     | 0        | 1     | 0     | 0        | --          | 1.000 | 22    | 5.1      | 2        | 1           | 4        | 1     | 0        | 3        | 0     | 0        | 2     | 2        | 3.38     | 1.13    |
| NPB：7年 | NPB：7年 | 264   | 232   | 55    | 18    | 6        | 100   | 72    | --       | --          | .581  | 6003  | 1459.0   | 1280     | 114         | 482      | 11    | 43       | 887      | 34    | 1        | 570   | 491      | 3.03     | 1.21    |

- 各年度の太字はリーグ最高

### タイトル
NPB
- 最高勝率：1回 （1964年）

### 表彰
NPB
- 最優秀選手：1回 （1964年）　※外国人の受賞はパ・リーグ初
- ベストナイン：1回 （1964年）
- 日本シリーズMVP：1回 （1964年）
- 日本シリーズ敢闘賞：1回 （1961年）
- 日本シリーズ最優秀投手賞：1回 （1964年）
- オールスターゲームMVP：1回 （1964年 第3戦）

### 記録
NPB初記録
- 初登板・初先発登板：1960年4月13日、対東映フライヤーズ2回戦（駒澤野球場）
- 初勝利：1960年4月26日、対阪急ブレーブス2回戦（西宮球場）

NPB節目の記録
- 100勝：1966年9月27日、対読売ジャイアンツ26回戦（川崎球場）

NPBその他の記録
- 日本シリーズ3完封：1シリーズとしては歴代最多（1964年）
- オールスターゲーム出場：2回（1960年、1964年）

### 背番号
- 36 （1959年）
- 6 （1960年 - 1966年）